# Ичунь (Хэйлунцзян)
Ичу́нь (кит. упр. 伊春, пиньинь Yīchūn) — городской округ в провинции Хэйлунцзян КНР расположенный на реке Танванхэ, при впадении в неё реки Ичуньхэ (бассейн Сунгари). От названия реки Ичуньхэ и происходит название городского округа.

## География
Площадь леса составляет 3 млн га или 82,2 % от общей территории и занимает первое место в Китае. Большая часть леса приходится на кедр. Площадь этого кедрового леса — самая большая в Азии, поэтому Ичунь называют «Лесной столицей», «Краем кедра», «Родиной динозавров». Флора и фауна города находятся под защитой государства, здесь запрещена вырубка леса, где произрастает 300 видов диких лекарственных растений, 60 видов съедобных трав и фруктов, обитает 67 видов животных, 270 видов птиц.

## История
В годы Китайской республики эти земли входили в состав уезда Танъюань. В годы Второй мировой войны японцы, контролировавшие марионеточное государство Маньчжоу-го, проложили здесь железные дороги.
В 1949 году был основан посёлок Ичунь. В 1950 году было образовано Ичуньское лесничество. Ради улучшения лесного хозяйства правительством провинции Сунцзян в 1952 году был образован уезд Ичунь (伊春县). В 1954 году провинция Сунцзян была присоединена к провинции Хэйлунцзян. В связи с быстрым развитием и ростом численности населения, в 1958 году уезд Ичунь был преобразован в городской округ.
В 1964 году Ичунь из городского округа был преобразован в особый район. Во время Культурной революции в мае 1967 года структуры особого района Ичунь были ликвидированы, а власть перешла к революционному комитету. В апреле 1970 года был образован округ Ичунь (伊春地区), при этом под его юрисдикцию из-под юрисдикции округа Суйхуа перешёл уезд Тели.
Решением Госсовета КНР от 14 декабря 1979 года округ Ичунь был вновь преобразован в городской округ.
Решением Госсовета КНР от 13 июля 2019 года была полностью изменена схема административно-территориального деления Ичуня: существовавшие ранее 15 районов городского подчинения были ликвидированы, а вместо них было образовано 4 района и 4 уезда.

## Административно-территориальное деление
Городской округ Ичунь делится на 4 района, 1 городской уезд и 5 уездов:
| Карта                                                                | Статус    | Название | Иероглифы       | Пиньинь | Население (2020) | Площадь (км²) | Плотность населения (/км²) |
| -------------------------------------------------------------------- | --------- | -------- | --------------- | ------- | ---------------- | ------------- | -------------------------- |
| Имэй Уцуй Юхао Цзиньлинь Цзяинь Танван Фэнлинь Дациншань Наньча Тели |           |          |                 |         |                  |               |                            |
| Район                                                                | Имэй      | 伊美区   | Yīměi qū        |         |                  |               |                            |
| Район                                                                | Уцуй      | 乌翠区   | Wūcuì qū        |         |                  |               |                            |
| Район                                                                | Юхао      | 友好区   | Yǒuhǎo qū       |         |                  |               |                            |
| Район                                                                | Цзиньлинь | 金林区   | Jīnlín qū       |         |                  |               |                            |
| Городской уезд                                                       | Тели      | 铁力市   | Tiělì shì       |         |                  |               |                            |
| Уезд                                                                 | Танван    | 汤旺县   | Tāngwàng xiàn   |         |                  |               |                            |
| Уезд                                                                 | Фэнлинь   | 丰林县   | Fēnglín xiàn    |         |                  |               |                            |
| Уезд                                                                 | Дациншань | 大箐山县 | Dàqìngshān xiàn |         |                  |               |                            |
| Уезд                                                                 | Наньча    | 南岔县   | Nánchà xiàn     |         |                  |               |                            |
| Уезд                                                                 | Цзяинь    | 嘉荫县   | Jiāyīn xiàn     |         |                  |               |                            |

## Население
Согласно переписи 2000 года, в городском округе Ичунь проживали представители следующих национальностей:
| Национальность | Количество | Доля    |
| -------------- | ---------- | ------- |
| Хань           | 1 212 813  | 97,05 % |
| Маньчжуры      | 16 004     | 1,28 %  |
| Хуэй           | 10 283     | 0,82 %  |
| Корейцы        | 7836       | 0,63 %  |
| Монголы        | 1806       | 0,14 %  |
| Сибо           | 240        | 0,02 %  |
| Орочоны        | 150        | 0,01 %  |
| Прочие         | 489        | 0,04 %  |

## Экономика
Крупный центр деревообработки и производства изделий из дерева (включая мебель и резные художественные изделия). 

## Транспорт
Город обслуживает аэропорт Ичунь. Строится 318-километровая высокоскоростная железнодорожная линия Ичунь — Харбин.

## Достопримечательности
Заповедник корейской сосны «Фэнлинь», государственный лесной парк «Уин», лыжные базы «Мэйхуашаньчжуан» и «Лансян», каменный лес «Танванхэ», раскопки окаменелостей динозавров.

## Города-побратимы
- Биробиджан[9], Россия